# Spirit Stronger Than Blood
Spirit Stronger Than Blood ist ein Musikalbum von Frank London & The Elders. Die im Juli 2023 bei Brooklyn Recording entstandenen Aufnahmen erschienen 2024 auf ESP-Disk.

## Hintergrund
Das Album Spirit Stronger Than Blood  entstand, nachdem bei Frank London Myelofibrose diagnostiziert wurde, ein äußerst seltener und tödlich verlaufender Blutkrebs. Der Trompeter widmete diese Aufnahme Freunden und Kollegen, die an Blutkrankheiten und anderen Krebsarten gestorben sind – Lester Bowie, Thomas Chapin, Adrienne Cooper, Isabelle Deconinck, Jewlia Eisenberg, Ron Miles und seinem Namensvetter, dem Schriftsteller Frank London Brown. London versteht das Album auch als Hommage an einige der Aufnahmen, die seine musikalisch-spirituelle Ästhetik geprägt haben: Charles Mingus’ Changes One/Two, Booker Littles Strength and Sanity, Pharoah Sanders’ Peace and Love, Clifford Thorntons Gardens of Harlem und Alice Coltranes Ptah, The El Daoud.
Einige der Stücke sind wiederum von jüdischen Texten inspiriert – „Let There Be Peace“ aus dem Gebet „Oseh Shalom“, in dem der Allmächtige gebeten wird, uns Frieden zu bringen; „Abundant Love“ steht im jüdischen Gebetsmodus Ahava Raba und „würdigt Gottes unendliche Liebe für uns alle“. „Poem for a Blue Voice“ ist ein Gedicht der Sängerin Davida, deren Partnerin Isabel Deconinck niemals zuließ, dass ihr Blutkrebs ihren unbezwingbaren Geist unterdrückte. „Resilience and Resistance“ (deutsch „Belastbarkeit und Widerstand“) „sind Eigenschaften, die wir brauchen, um die Prüfungen, Nöte und Demütigungen zu überstehen, die uns das Leben bereiten kann. Natürlich Heilung von Krankheiten, aber auch von Traumata, von blinder Unterwürfigkeit gegenüber Dogmen“, schrieb London in den Liner Notes.
London leitet auf Spirit Stronger Than Blood ein Quintett, dem die Pianistin Marilyn Lerner, der Kontrabassist Hilliard Greene, der Schlagzeuger Newman Taylor Baker und der Saxophonist Greg Wall angehört; letzterer spielte mit London bei Chassidic New Wave.

## Titelliste
- Frank London/The Elders: Spirit Stronger Than Blood (ESP DISK ESP5099)

1. Let There Be Peace 7:16
2. Resilience 9:05
3. Spirit Stronger Than Blood 7:58
4. Poem for a Blue Voice 11:03
5. Abundant Love 9:45
6. Resistance/Healing 8:39

Die Kompositionen stammen von Frank London.

## Rezeption
Spirit Stronger Than Blood beginne mit einem ewigen und immer relevanten Gebet „Let There Be Peace“, das in einem gefühlvollen, lebensbejahenden Geist vorgetragen werde, schrieb Eyal Hareuveni (Salt Peanuts). „Poem for a Blue Voice“ setze die spirituelle, elegische Ader fort. Das einzige Stück, das offen mit dem Klezmer-Erbe korrespondiert, sei „Abundant Love“, das auf dem jüdischen Gebetsmodus Ahava Raba basiert. Es unterstreiche die umfassende Klangvision Londons als Trompeter. Den Abschluss dieses inspirierten, wunderschönen Albums bilde ein weiteres trauriges Stück „Resistance/Healing“, das Ron Miles gewidmet sei. Wie das vorherige Stück „Resilience“ gehe es um Eigenschaften, „die wir brauchen, um die Prüfungen, Nöte und Demütigungen zu überstehen, die uns das Leben bereiten kann“.
Das Album gelangte im Juli 2024 auf #49 (den vorletzten Platz) bei dem von Tom Hull erhobenen Mid-Year Jazz Critics Poll.